# تلمبه ابوالفضل
تلمبه ابوالفضل یک منطقهٔ مسکونی در ایران است که در دهستان اسلامیه واقع شده‌است.